# Physical Graffiti
Physical Graffiti е шести студиен, двоен албум на английската хардрок група Лед Зепелин. Издаден е на 24 февруари 1975 г., от собствения лейбъл на групата Суан Сонг Рекърдс, създаден предишната година.
Записването на албума става в периода януари – февруари 1974 г. Въпреки това някои парчета са записани на сешъни за предишните албуми. Така Bron-Yr-Aur е записана през юли 1970 г. в Island Studios за Led Zeppelin III; Night Flight и Boogie with Stu – в Хедли Грейндж, а Down by the Seaside в Island Studios за Led Zeppelin IV; The Rover и Black Country Woman са записани по време на същия сешън, на който е записана и D’yer Mak’er в Старгроувс с Rolling Stones Mobile Studio през май 1972 г. Houses of the Holy също е записана през май 1972 г., но в Olympic Studios (петия албум на групата взима името и от тази песен, независимо, че тя не е включена в него). Останалите осем песни са записани по време на сешъните за албума в началото на 1974 г.
Сградата на обложката се намира на улица St. Mark's Place, Ню Йорк. Това е същата сграда, пред която са Мик Джагър и Кийт Ричардс в клипа на песента на Ролинг Стоунс Waiting on a Friend. Първоначално обложката е замислена така, че в зависимост коя плоча е поставена отпред и коя отзад, в прозорците се появяват различни образи.
Physical Graffiti е огромен комерсиален успех и достига #1 в класацията на Билборд. С 16-те милиона копия, в които е продаден (САЩ) доказва, че е един от най-популярните сред феновете. Това е първият албум на групата, който става златен само по предварителни поръчки. Скоро след излизането на Physical Graffiti останалите албуми на „Лед Зепелин“, едновременно влизат отново в Билборд Топ 200.
През 1998 г., читателите на списание Q класират абума на #28 в класацията за най-добър албум на всички времена. През 2000 г., същото списание му отрежда #32 в класацията за 100 най-велики британски албума за всички времена, а на следващата година става един от 50-те най-тежки албума на всички времена. През 2003 г., VH1 поставя Physical Graffiti на #71 в класацията за най-велики албуми на всички времена, а Ролинг Стоунс го поставят под номер 70 в тяхната класация.
Интересно е да се отбележи, че Physical Graffiti съдържа най-дългата и най-късата песен на „Лед Зепелин“. In My Time of Dying е 11 минути и 5 секунди, а Bron-Yr-Aur – 2 минути и 6 секунди. Освен това комедийната пънк група Dead Milkmen пародират със заглавието и обложката на албума и издават Metaphysical Graffiti (1990).

## Състав
- Робърт Плант – вокали, хармоника, акустична китара на Boogie with Stu
- Джими Пейдж – акустична и електрическа китара, мандолина, продуцент
- Джон Пол Джоунс – бас, орган, пиано, мелотрон, китара, мандолина, синтезатор
- Джон Бонъм – барабани, перкусия

### Допълнителен персонал
- Иън Стюарт – пиано на Boogie with Stu

### Страна едно
| №  | Име                 | Време |
| -- | ------------------- | ----- |
| 1. | Custard Pie         | 4:15  |
| 2. | The Rover           | 5:39  |
| 3. | In My Time of Dying | 11:08 |

### Страна две
| №  | Име                 | Време |
| -- | ------------------- | ----- |
| 1. | Houses of the Holy  | 4:04  |
| 2. | Trampled Under Foot | 5:36  |
| 3. | Kashmir             | 8:37  |

### Страна три
| №  | Име                 | Време |
| -- | ------------------- | ----- |
| 1. | In the Light        | 8:47  |
| 2. | Bron-Yr-Aur         | 2:06  |
| 3. | Down by the Seaside | 5:15  |
| 4. | Ten Years Gone      | 6:34  |

### Страна четири
| №  | Име                 | Време |
| -- | ------------------- | ----- |
| 1. | Night Flight        | 3:38  |
| 2. | The Wanton Song     | 4:08  |
| 3. | Boogie with Stu     | 3:52  |
| 4. | Black Country Woman | 4:24  |
| 5. | Sick Again          | 4:42  |

- На някои касетки Bron-Yr-Aur е поставена след Kashmir, вероятно за да станат двете страни на касетката с еднаква продължителност.

- - Приписвана на „Мисис Вакенс, майка на Ричи Валенс“. Според Джими Пейдж след слабия джем Ooh My Head на късния Ричи Валенс, било решено да се припише песен на майка му, „защото разбрахме, че тя не получила никакви възнаграждения от хитовете на сина си, така че с Робърт решихме да и припишем текста. И какво стана? Опитаха се да ни съдят за цялата песен! Тогава им казахме да се разкарат“.

- In My Time of Dying прилича много на песен със същото име от първия албум на Боб Дилън.

## Класации

### Албум
| Година | Класация      | Позиция |
| ------ | ------------- | ------- |
| 1975   | Billboard 200 | 1       |

### Сингли
| Година | Сингъл             | Класация                                  | Позиция |
| ------ | ------------------ | ----------------------------------------- | ------- |
| 1975   | Trampled Underfoot | Billboard Pop Singles (Billboard Hot 100) | 38      |